# Francesco Carletti
Francesco Carletti (Firenze, 1573 – Firenze, 12 gennaio 1636) è stato uno scrittore, viaggiatore e mercante italiano. Fu il primo viaggiatore privato a circumnavigare il globo (1594-1602), senza una propria flotta, cambiando imbarcazione a seconda della rotta.

## Biografia
Carletti partì con il padre Antonio, mercante, per le Isole di Capo Verde per comprare schiavi africani da rivendere nelle Indie Occidentali. Da lì passarono a Panama, in Messico, Colombia, Perù e di nuovo in Messico. Da Acapulco salparono verso le Filippine e giunsero nell'Isola di Luzon dove rimasero un anno. Poi si spostarono in Giappone in Cina, dove nel 1598 morì Antonio. Rimasto solo, Francesco proseguì verso l'India e giunse a Goa, sede del viceré portoghese, dove rimase per quasi due anni. Preso dalla nostalgia della patria e ormai ricco, caricò su una nave portoghese tutte le sue mercanzie per salpare verso l'Italia. Nell'Isola di Sant'Elena la nave portoghese sulla quale viaggiava fu attaccata da corsari olandesi. Nonostante i suoi tentativi di recuperare le merci Carletti ritornò a Firenze privo delle ricchezze accumulate. Il granduca Ferdinando I, che lo aveva protetto durante il viaggio, lo accolse a corte. A lui Carletti dedicò dodici Ragionamenti in cui raccolse le sue esperienze di viaggio.

## Opere
- Francesco Carletti: Ragionamenti di Francesco Carletti Fiorentino sopra le cose da lui vedute ne' suoi viaggi si dell'Indie Occidentali, e Orientali Come d'altri Paesi.

## Traduzioni
- Francesco Carletti: Reise um die Welt 1594: Erlebnisse eines Florentiner Kaufmanns. Aus d. Italien. übertr. von Ernst Bluth. Herrenalb/Schwarzwald: Erdmann, 1966
- Francesco Carletti "My Voyage Around the World" Random House, New York,  1964.